# Nyssodrysternum borneanum
Nyssodrysternum borneanum är en skalbaggsart som först beskrevs av Stefan von Breuning 1970.  Nyssodrysternum borneanum ingår i släktet Nyssodrysternum och familjen långhorningar.
Artens utbredningsområde är:
- Guyana.
- Surinam.

Inga underarter finns listade i Catalogue of Life.